# 2954 Delsemme
2954 Delsemme је астероид главног астероидног појаса чија средња удаљеност од Сунца износи 2,287 астрономских јединица (АЈ).
Апсолутна магнитуда астероида је 13,5.